# Mildred McDaniel
Mildred Louise "Millie" McDaniel, född 4 november 1933 i Atlanta, död 30 september 2004 i Pasadena, Kalifornien, var en amerikansk friidrottare.
McDaniel blev olympisk mästare i höjdhopp vid olympiska sommarspelen 1956 i Melbourne.